# Garrigoles
Garrigoles è un comune spagnolo di 157 abitanti situato nella comunità autonoma della Catalogna.